# 路松多
路松多，十六国时前赵黄石（在今宁夏固原县东南、甘肃张家川一带）休屠胡（屠各胡）人。
前赵光初二年（319年）在新平（治今陕西彬县）、扶风（今陕西眉县东、泾阳县西北）起兵反抗前赵刘曜，聚众数千，归附于晋王司马保，据有草壁（今甘肃灵台县附近），其将分据陈仓、阴密，秦陇氐、羌多归服。多次击败赵军。次年，前赵刘曜率兵攻雍州、陈仓，路松多为刘曜所败，陈仓、草壁相继失陷，他逃奔陇城（今甘肃秦安县东北陇城镇）。